# Адыр
Ады́р (каз. Адыр) — станция в Атбасарском районе Акмолинской области Казахстана. Входит в состав Мариновского сельского округа. Код КАТО — 113843400.

## География
Станция расположена в восточной части района, на расстоянии примерно 40 километров (по прямой) к востоку от административного центра района — города Атбасар, в 15 километрах к западу от административного центра сельского округа — села Мариновка.
Абсолютная высота — 270 метров над уровнем моря.
Ближайшие населённые пункты: село Бастау — на западе, село Бейис Хазирет — на востоке.
Через станцию проходит Южно-Сибирская магистраль, севернее станции, — автодорога республиканского значения — М36 «Граница РФ (на Екатеринбург) — Алматы, через Костанай, Астана, Караганда»

## История
Станция образовалась в 1943 году, на участке железной дороги «Атбасар — Жалтыр». Позже была преобразована в село.
В 1989 году село Адыр являлось административным центром и единственным населённым пунктом Адырского сельсовета.
В периоде 1991—1998 годов:
- сельсовет был преобразован в сельскую администрацию Адыр в соответствии с реформами административно-территориального устройства Республики Казахстан;
- позже сельская администрация была отнесена в категорию сельских округов, с соответствующим переименованием административной единицы в — «Адырский сельский округ».

Постановлением акимата Акмолинской области от 10 декабря 2009 года № а-13-532 и решением Акмолинского областного маслихата от 10 декабря 2009 года № 4С-19-5 «Об упразднении и преобразовании некоторых населенных пунктов и сельских округов Акмолинской области по Аккольскому, Аршалынскому, Астраханскому, Атбасарскому, Енбекшильдерскому, Зерендинскому, Есильскому, Целиноградскому, Шортандинскому районам» (зарегистрированное Департаментом юстиции Акмолинской области 20 января 2010 года № 3344):
- Адырский сельский округ был упразднён и исключён из учётных данных (как самостоятельная административная единица);
- село Адыр (единственный населённый пункт округа) — было передано в административное подчинение к Мариновскому сельскому округу.

## Население
В 1989 году население станции составляло 830 человек (из них русские — 38 %, казахи — 36 %).
В 1999 году население станции составляло 770 человек (387 мужчин и 383 женщины). По данным переписи 2009 года, в населённом пункте проживали 643 человека (337 мужчин и 306 женщин).
| Численность населения | Численность населения | Численность населения |
| 1989                  | 1999                  | 2009                  |
| --------------------- | --------------------- | --------------------- |
| 830                   | ↘770                  | ↘643                  |

## Улицы
- ул. Алаш
- ул. Бейбитшилик
- ул. Береке
- ул. Бирлик
- ул. Есиль
- ул. Достык
- ул. Жеруйык
- ул. Мадениет
- ул. Сарыарка
- ул. Саябак
- ул. Тауелсиздик
- ул. Ынтымак